# Igor Koenitsyn
Igor Konstantinovitsj Koenitsyn (Russisch: Игорь Константинович Куницын) (Vladivostok, 30 september 1981) is een Russisch tennisser. Hij is prof sinds 1999. In 2006 haalde hij voor het eerst de top 100 en in 2008 kwam hij voor de eerste maal binnen in de top 50. Zijn hoogste plaats op de ATP-ranglijst is de 35e, die hij behaalde op 6 juli 2009.
Hij won één ATP-titel in het enkelspel (in 2008, toen hij in de finale van het ATP-toernooi van Moskou zijn landgenoot Marat Safin versloeg) en één in het dubbelspel. In het enkelspel won hij ook zeven challengers en zes futurestoernooien.
Zijn beste resultaat in het enkelspel op een grandslamtoernooi is de tweede ronde. In het dubbelspel haalde hij in 2008 de halve finale op Roland Garros.

## Carrière

### Jaarverslagen

#### 1998 - 2001
In 1998 won Koenitsyn zijn eerste futurestoernooi. In 1999 werd hij proftennisser. Hij speelde dat jaar hoofdzakelijk futures- en challengertoernooien, maar maakte ook zijn debuut op ATP-niveau. In de twee ATP-toernooien waaraan hij deelnam (Sint-Petersburg en Moskou), werd hij meteen in de eerste ronde uitgeschakeld. Ook in 2000 en 2001 speelde hij voornamelijk futures- en challengertoernooien. In 2000 haalde hij zijn eerste challengerfinale, in Toljatti.

#### 2002 - 2005
Koenitsyn maakte zijn grandslamdebuut in 2002 op de US Open, waar hij in de eerste ronde verloor van de Israëliër Noam Okun. Op het einde van het jaar haalde hij de finale van de challenger van Seoel. In 2003 nam hij deel aan Wimbledon. Ook daar werd hij, net zoals bij zijn eerste grandslamoptreden, meteen in de eerste ronde uitgeschakeld.
In 2004 won Koenitsyn zijn eerste challengertoernooi in het Oezbeekse Fargʻona. In de zomer van 2005 won hij er nog twee: Toljatti en Saransk. Op het ATP-toernooi van Moskou van 2004 boekte Koenitsyn zijn eerst zege op ATP-niveau door in de eerste ronde Tomáš Berdych te kloppen. Hij haalde er meteen de kwartfinale, zijn eerste ATP-kwartfinale. In 2005 deed hij op datzelfde toernooi nog een beter en haalde hij zijn eerste halve finale op ATP-niveau.

#### 2006 - 2009
In 2006 speelde Koenitsyn nog hoofdzakelijk challengers. Op Wimbledon haalde hij de tweede ronde door in de eerste ronde Gaël Monfils te verslaan. Dat was ook zijn eerste zege in een grandslamtoernooi. In juni haalde hij met zijn landgenoot Dmitri Toersoenov zijn eerste ATP-dubbelfinale. In juli kwam hij voor het eerst de top 100 binnen. Bij zijn debuut op de US Open verloor hij meteen in de eerste ronde. Op het ATP-toernooi van Moskou behaalde hij, net zoals in 2005, de halve finale. Daarin verloor hij van Marat Safin. Ook op het ATP-toernooi van Sint-Petersburg haalde hij de halve finale. Koenitsyn eindigde het jaar voor het eerst in de top honderd, op plaats 93.
Begin 2007 haalde Koenitsyn de kwartfinale in Adelaide, maar verloor hij in de eerste ronde van de Australian Open. Ook op Roland Garros en Wimbledon werd hij in de eerste ronde uitgeschakeld. Tijdens de zomer haalde hij de halve finale in Indianapolis en de tweede ronde op de US Open. In november won hij de challenger van Shrewsbury. Koenitsyn sloot het jaar af op plaats 125.
In 2008 haalde Koenitsyn de kwartfinale in Delray Beach en de halve finale in Pörtschach. Hij verloor in de eerste ronde van Wimbledon. Tijdens de zomer haalde hij de kwartfinale in Newport en de halve finale van Washington, maar verloor hij opnieuw in de eerste ronde van de US Open. In september won hij de challenger van Donetsk. Zijn eerste winst in een ATP-toernooi kwam in oktober 2008, op het ATP-toernooi van Moskou. Hij versloeg in de finale Marat Safin. Door zijn winst steeg hij op de ATP-ranglijst met 24 plaatsen naar plaats 47. Hij eindigde het jaar voor het eerst binnen de top 50, op plaats 44.
In 2009 werd Koenitsyn in de eerste ronde van de Australian Open uitgeschakeld. Hij haalde de kwartfinale van het ATP-toernooi van Memphis. Op Wimbledon verloor hij in de tweede ronde van de uiteindelijke verliezende finalist Andy Roddick. In juli haalde hij de 35e plaats op de ATP-ranglijst, zijn hoogste notering tot dan toe. Op de US Open werd hij meteen in de eerste ronde uitgeschakeld door de Belg Olivier Rochus. Zijn beste resultaat van het najaar was de halve finale op het ATP-toernooi van Sint-Petersburg. Op het ATP-toernooi van Moskou, dat hij in 2008 nog had gewonnen, verloor hij al in de eerste ronde. Daardoor tuimelde hij naar beneden op de ATP-ranglijst en eindigde hij het jaar net buiten de top 100, op plaats 104.

#### 2010 - 2011
In januari 2010 won Koenitsyn voor het eerst een partij op de hoofdtabel van de Australian Open, maar hij verloor in de tweede ronde van Stanislas Wawrinka. De rest van de eerste helft van 2010 was weinig succesvol, met uitschakelingen in de kwalificaties of de eerste ronde, zoals op Roland Garros en Wimbledon, waar hij in de openingsronde verloor. In februari viel hij opnieuw buiten de top 100. Ook tijdens de zomer zette deze mindere vorm zich door. Op het challengercircuit boekte hij wel weer succes met twee halve finales en winst op de challenger van Astana. Zijn beste prestaties van het najaar waren de finale op de challenger van Astana (Astana-2) en de kwartfinale op het ATP-toernooi van Moskou. Op datzelfde toernooi won hij wel het dubbelspel met zijn partner Dmitri Toersoenov. Het was zijn eerste ATP-dubbelspeltitel. Koenitsyn sloot het jaar af op plaats 100.
Op de Australian Open van 2011 herhaalde Koenitsyn zijn tweede ronde van het jaar ervoor. In het voorjaar boekte hij vooral successen in de challengers: in maart bereikte hij de finale van de challenger van San José en in mei won hij de challenger van Cremona. In juni haalde hij de halve finale op het ATP-toernooi van Eastbourne. Op Wimbledon werd hij in de tweede ronde uitgeschakeld. Zijn beste resultaat tijdens de zomermaanden was de kwartfinale in ATP-toernooi van Los Angeles. Op de US Open sneuvelde hij in de derde ronde. In de toernooien daarna haalde hij nog maar weinig goede resultaten. Koenitsyn eindigde het jaar op plaats 71.

#### 2012
De eerste helft van 2012 was weinig voorspoedig met veel uitschakelingen in de eerste ronde, waaronder op de Australian Open, op Roland Garros en op Wimbledon. In mei viel hij ook buiten de top 100.

### Davis Cup

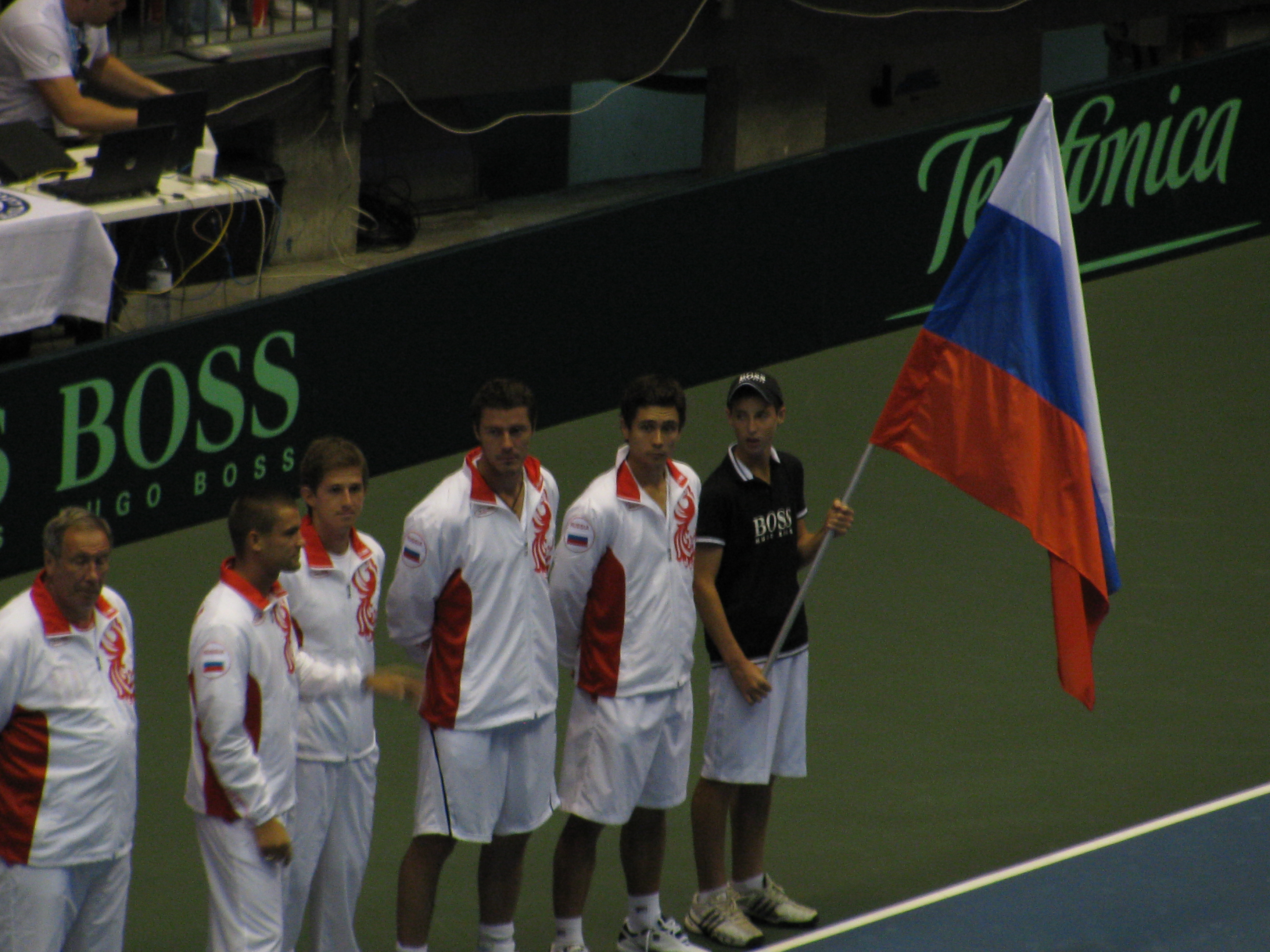
Koenitsyn net naast de vlaggendrager in het Russische Davis Cupteam

In 2008 speelde Koenitsyn voor het eerst voor het Russische Davis Cupteam, in de halve finale tegen Argentinië. Koenitsyn speelde van 2008 tot en met 2012 elk jaar minstens eenmaal in de Davis Cup. Hij speelde in totaal vier enkel- en zes dubbelpartijen, waarvan hij er respectievelijk twee en één won.

## Palmares
| Legenda                       | Legenda               |
| ----------------------------- | --------------------- |
| Grand Slam                    |                       |
| Olympische Spelen             |                       |
| tot 2009                      | vanaf 2009            |
| Tennis Masters Cup            | ATP Finals            |
| ATP Masters Series            | ATP Tour Masters 1000 |
| ATP International Series Gold | ATP Tour 500          |
| ATP International Series      | ATP Tour 250          |

### Enkelspel
| Nr.                  | Datum            | Toernooi   | Ondergrond | Tegenstander in finale | Score               | Details             |
| -------------------- | ---------------- | ---------- | ---------- | ---------------------- | ------------------- | ------------------- |
| Gewonnen finales     |                  |            |            |                        |                     |                     |
| 1.                   | 4 oktober 2008   | ATP Moskou | Hardcourt  | Marat Safin            | 7-6(6), 6-7(4), 6-3 | Details             |
| Gewonnen challengers |                  |            |            |                        |                     |                     |
| 1.                   | 17 mei 2004      | Fargʻona   | Hardcourt  | Prakash Amritraj       | 6-4, 7-5            | 6-4, 7-5            |
| 2.                   | 25 juli 2005     | Toljatti   | Hardcourt  | Victor Bruthans        | 6-1, 6-2            | 6-1, 6-2            |
| 3.                   | 1 augustus 2005  | Saransk    | Gravel     | Boris Pashanski        | 7-5, 6-4            | 7-5, 6-4            |
| 4.                   | 19 november 2007 | Shrewsbury | Hardcourt  | Igor Sijsling          | 6-2, 6-4            | 6-2, 6-4            |
| 5.                   | 8 september 2008 | Donetsk    | Hardcourt  | Sergej Boebka          | 6-3, 6-3            | 6-3, 6-3            |
| 6.                   | 23 augustus 2010 | Astana     | Hardcourt  | Konstantin Kravtsjoek  | 4-6, 7-6(5), 7-6(3) | 4-6, 7-6(5), 7-6(3) |
| 7.                   | 16 mei 2011      | Cremona    | Hardcourt  | Rainer Schüttler       | 6-2, 7-6(2)         | 6-2, 7-6(2)         |

### Dubbelspel
| Nr.                              | Datum             | Toernooi         | Ondergrond | Partner            | Tegenstanders in finale              | Score            | Details          |
| -------------------------------- | ----------------- | ---------------- | ---------- | ------------------ | ------------------------------------ | ---------------- | ---------------- |
| Gewonnen finales herendubbel     |                   |                  |            |                    |                                      |                  |                  |
| 1.                               | 18 oktober 2010   | ATP Moskou       | Hardcourt  | Dmitri Toersoenov  | Janko Tipsarević Viktor Troicki      | 7-6(8), 6-3      | Details          |
| Verloren finales herendubbel     |                   |                  |            |                    |                                      |                  |                  |
| 1.                               | 19 juni 2006      | ATP Nottingham   | Gras       | Dmitri Toersoenov  | Jonathan Erlich Andy Ram             | 3-6, 2-6         | Details          |
| 2.                               | 9 juli 2007       | ATP Newport      | Gras       | Nathan Healey      | Jordan Kerr Jim Thomas               | 3-6, 5-7         | Details          |
| 3.                               | 28 september 2009 | ATP Kuala Lumpur | Hardcourt  | Jaroslav Levinsky  | Mariusz Fyrstenberg Marcin Matkowski | 2-6, 1-6         | Details          |
| Gewonnen challengers herendubbel |                   |                  |            |                    |                                      |                  |                  |
| 1.                               | 7 mei 2001        | Fargʻona         | Hardcourt  | Rik De Voest       | Simon Larose Michael Tebbutt         | 6-1, 6-7(4), 6-3 | 6-1, 6-7(4), 6-3 |
| 2.                               | 26 juli 2004      | Segovia          | Hardcourt  | Vladimir Voltsjkov | Daniel Munoz-De La Nava Iván Navarro | 3-6, 6-3, 6-2    | 3-6, 6-3, 6-2    |
| 3.                               | 6 juni 2004       | Donetsk          | Hardcourt  | Uros Vico          | Marco Chiudinelli Lovro Zovko        | 3-6, 6-3, 6-4    | 3-6, 6-3, 6-4    |
| 4.                               | 7 februari 2005   | Belgrado         | Tapijt     | Orest Teresjtsjoek | Lukáš Dlouhý Jan Vacek               | walk-over        | walk-over        |

## Prestatietabellen
| Legenda | Legenda                          |
| ------- | -------------------------------- |
| g.t.    | geen toernooi gehouden           |
| l.c.    | lagere categorie                 |
| –       | niet deelgenomen                 |
| G       | uitgeschakeld in de groepsfase   |
| 1R      | uitgeschakeld in de eerste ronde |
| 2R      | uitgeschakeld in de tweede ronde |
| 3R      | uitgeschakeld in de derde ronde  |
| 4R      | uitgeschakeld in de vierde ronde |
| KF      | uitgeschakeld in de kwartfinale  |
| HF      | uitgeschakeld in de halve finale |
| F       | de finale verloren               |
| W       | het toernooi gewonnen            |
| w-v     | winst/verlies-balans             |

### Prestatietabel enkelspel
Deze gegevens zijn bijgewerkt tot en met 25 juli 2012.
| Grandslamtoernooien   |                   |                   |                   |                   |                   |                   |                   |                   |                   |                   |               |               |               |               |        |
| Australian Open       | –                 | –                 | –                 | –                 | –                 | –                 | –                 | –                 | 1R                | –                 | 1R            | 2R            | 2R            | 1R            | 2-5    |
| Roland Garros         | –                 | –                 | –                 | –                 | –                 | –                 | –                 | –                 | 1R                | –                 | 1R            | 1R            | 1R            | 1R            | 0-5    |
| Wimbledon             | –                 | –                 | –                 | –                 | 1R                | –                 | –                 | 2R                | 1R                | 1R                | 2R            | 1R            | 2R            | 1R            | 3-8    |
| US Open               | –                 | –                 | –                 | 1R                | –                 | –                 | –                 | 1R                | 2R                | 1R                | 1R            | –             | 3R            |               | 3-6    |
| Winst-verlies         | 0-0               | 0-0               | 0-0               | 0-1               | 0-1               | 0-0               | 0-0               | 1-2               | 1-4               | 0-2               | 1-4           | 1-3           | 4-4           | 0-3           | 8-24   |
| ATP World Tour Finals |                   |                   |                   |                   |                   |                   |                   |                   |                   |                   |               |               |               |               |        |
| ATP World Tour Finals | –                 | –                 | –                 | –                 | –                 | –                 | –                 | –                 | –                 | –                 | –             | –             | –             |               | 0-0    |
| ATP Masters 1000      |                   |                   |                   |                   |                   |                   |                   |                   |                   |                   |               |               |               |               |        |
| Indian Wells          | –                 | –                 | –                 | –                 | –                 | –                 | –                 | –                 | 1R                | 1R                | 2R            | –             | –             | 1R            | 1-4    |
| Miami                 | –                 | –                 | –                 | –                 | –                 | –                 | –                 | 1R                | 1R                | 1R                | 2R            | –             | 2R            | 2R            | 3-6    |
| Monte Carlo           | –                 | –                 | –                 | –                 | –                 | –                 | –                 | –                 | –                 | –                 | 1R            | –             | –             | –             | 0-1    |
| Rome                  | –                 | –                 | –                 | –                 | –                 | –                 | –                 | –                 | –                 | –                 | 1R            | –             | –             | –             | 0-1    |
| Hamburg               | –                 | –                 | –                 | –                 | –                 | –                 | –                 | –                 | –                 | –                 | l.c.          | l.c.          | l.c.          | l.c.          | 0-0    |
| Stuttgart             | –                 | –                 | –                 | geen toernooi     | geen toernooi     | geen toernooi     | geen toernooi     | geen toernooi     | geen toernooi     | geen toernooi     | geen toernooi | geen toernooi | geen toernooi | geen toernooi | 0-0    |
| Madrid                | geen toernooi     | geen toernooi     | geen toernooi     | –                 | –                 | –                 | –                 | –                 | –                 | –                 | 1R            | –             | –             | –             | 0-1    |
| Montréal/Toronto      | –                 | –                 | –                 | –                 | –                 | –                 | –                 | –                 | –                 | –                 | 1R            | –             | –             |               | 0-1    |
| Cincinnati            | –                 | –                 | –                 | –                 | –                 | –                 | –                 | –                 | –                 | –                 | 2R            | –             | –             |               | 1-1    |
| Shanghai              | geen Masters 1000 | geen Masters 1000 | geen Masters 1000 | geen Masters 1000 | geen Masters 1000 | geen Masters 1000 | geen Masters 1000 | geen Masters 1000 | geen Masters 1000 | geen Masters 1000 | 2R            | –             | –             |               | 1-1    |
| Parijs                | –                 | –                 | –                 | –                 | –                 | –                 | –                 | –                 | –                 | –                 | –             | –             | 2R            |               | 0-1    |
| Statistieken          |                   |                   |                   |                   |                   |                   |                   |                   |                   |                   |               |               |               |               |        |
| Totaal aantal titels  | 0                 | 0                 | 0                 | 0                 | 0                 | 0                 | 0                 | 0                 | 0                 | 1                 | 0             | 0             | 0             | 0             | 1      |
| Totaal winst-verlies  | 0-2               | 0-0               | 0-0               | 0-1               | 0-3               | 2-2               | 3-2               | 10-15             | 16-24             | 16-14             | 16-31         | 6-14          | 16-21         | 5-20          | 89-149 |
| Eindejaarsranking     | 308               | 256               | 388               | 139               | 196               | 161               | 130               | 93                | 125               | 44                | 104           | 100           | 71            |               | n.v.t. |

N.B. "l.c." = lagere categorie

### Prestatietabel dubbelspel (grand slam)
| Grandslamtoernooien   |     |     |     |     |     |     |        |
| Australian Open       | 1R  | 1R  | 2R  | 2R  | –   | 2R  | 3-5    |
| Roland Garros         | KF  | HF  | KF  | –   | 1R  | 1R  | 10-5   |
| Wimbledon             | 2R  | 2R  | 1R  | –   | –   | –   | 2-3    |
| US Open               | 1R  | 3R  | 1R  | –   | 1R  |     | 2-4    |
| Winst-verlies         | 4-4 | 7-4 | 4-4 | 1-1 | 0-2 | 1-2 | 17-17  |
| ATP World Tour Finals |     |     |     |     |     |     |        |
| ATP World Tour Finals | –   | –   | –   | –   | –   |     | 0-0    |
| Statistieken          |     |     |     |     |     |     |        |
| Totaal aantal titels  | 0   | 0   | 0   | 1   | 0   | 0   | 1      |
| Eindejaarsranking     | 69  | 56  | 66  | 168 | 688 |     | n.v.t. |